# 駿河城御前試合
『駿河城御前試合』（するがじょうごぜんじあい）は、南條範夫による日本の時代小説。

## 概要
『オール読物』1956年2月号に第一話「無明逆流れ」が掲載され、その後1962年までにかけて飛び飛びに数誌に全12話が掲載された連作短編小説。寛永御前試合の粉本（下書き）であったとされる寛永6年（1629年）の駿府城主徳川大納言忠長の11番の御前試合をモキュメンタリーの設定で描いた作品である。
その内容も「寛永御前試合」（徳川家光の御前試合）の結果と同じく、11番のうち8組に勝敗あり、3組が相打ちとなっている。ただし駿河城御前試合では真剣をもって行われ、各試合の敗者は死し、相打ちでは両者が死すという悲惨な結末となっており、南條範夫の残酷物と呼ばれる作風を象徴している。
同作者の別作『武魂絵巻』には、『駿河城御前試合』が一エピソードとして数ページに渡り11番勝負の概略が記されており、12話「剣士凡て斃る」にて数行にて記された内容の詳細も描かれている。また、徳川忠長が次第に狂気に陥って行った描写も『武魂絵巻』のほうに詳しい。
本作は長らく絶版状態が続いていたが、2003年より「無明逆流れ」を山口貴由が漫画化した『シグルイ』が連載され、これが人気を博したことから復刊ドットコムでの復刊リクエスト投票が成って、2005年に徳間文庫から復刊版が発売された。復刊された徳間文庫版の表紙には『シグルイ』第1話の画が採用されている。

## あらすじと登場人物
寛永6年9月24日、徳川大納言忠長の面前で真剣を用いて上覧試合が行われた。11組中で8組は一方が相手を殺しており、あとの3組が相討ちという凄惨な試合で、城内南広場に敷きつめられた白砂は血の海と化し、死臭があたりに漂い、見物の侍さえもひそかに列を退き、嘔吐する者もあった。しかし忠長は終わりまで平然とその試合を見届けたという。
この試合については、忠長のその後の所行のこと、及び試合の凄惨さのために流伝することは禁じられたが、席上に居合わせた者がひそかに書き残したものが読み伝えられて寛永御前試合として知られるようになったといい、その実態は静岡県在住某氏家伝の「駿河大納言秘記」写本にて伝えられたものとされる。

### 通話の登場人物
徳川大納言忠長（とくがわ だいなごん ただなが）
鳥居土佐守成次（とりい とさのかみ なおつぐ）

### 無明逆流れ
第1試合は見物者を大いに驚かせた。西側から現れた剣士・藤木源之助は、左腕のつけ根から先が無かった。それに付き添うのは20歳位の美女・三重。一方、東側の剣士・伊良子清玄は右足を引きずるだけでなく盲人だった。そして、彼にも年増ながらも凄艶な美女・いくが付き添っていた。だが、周囲がさらに驚いたのは清玄の異形の構えだった。それは盲人が地面に杖を突き立てるように、剣を突き立て、跛足の指で挟むという奇怪な構えだった。それはあらゆる流派で見た事も聞いた事もない構えであり、これこそ、城下でも評判の無明逆流れという秘剣だった。対峙する2人の剣士、そしてそれを見守る2人の女、この4名には逃れられぬ因縁があった。
伊良子清玄（いらこ せいげん）
盲目跛足の美剣士。御前試合の時点で齢30余り。かつては岩本虎眼の門下の師範代で、「一虎双竜」の1人と謳われていた。剣風は俊敏軽捷。両目を岩本虎眼に斬られて盲目となり、また牛股権左衛門との対決の際に右足を負傷し、以来歩行が不自由となっている。
藤木源之助（ふじき げんのすけ）
隻腕の剣士。御前試合の時点で年齢27、8歳。均整のとれた顔貌をしている。岩本虎眼の門下の師範代で、「一虎双竜」と呼ばれた1人。伊良子と立会った際に左腕を失う。
岩本虎眼（いわもと こがん）
濃尾一帯に名の聞こえた無双の達人。伊良子や藤木の剣の師。「鬼眼」と恐れられる眼は、見据えた相手を金縛りにする。
牛股権左衛門（うしまた ごんざえもん）
岩本虎眼の門下の師範代で、「一虎双竜」と呼ばれた1人。牛の如く巨大な体をした容貌魁偉の偉丈夫。
三重（みえ）
岩本虎眼の一人娘。清楚な美女。
いく
岩本虎眼の愛妾。妖艶な年増女。虎眼が妻の死後に抱えた何人もの妾の1人で、元は松阪の商家の娘。

### 被虐の受太刀
第2試合は、駿河藩藩士・座波間左衛門と女性薙刀使い・磯田きぬだった。いかにきぬが薙刀の使い手といえど、間左衛門は家中でも武芸絶妙と周囲からも評判の剣士。この試合、間左衛門の勝利は揺ぎ無いものと予測されていた。だが、周囲の者は勿論、出場者であるきぬ自身も知られざる事があった。この試合は他ならぬ間左衛門の抑えがたい性癖によって巻き起こされたものであった。
座波間左衛門（ざなみ かんざえもん）
駿河藩藩士にて第2試合「被虐の受太刀」の主人公。全身傷だらけという奇怪な容姿ながらも、武芸絶妙という理由で駿河大納言・徳川忠長に200石で召抱えられた。幼少時に磯田家で生活するも、とある性癖によって親戚の家を身一つで出奔する。その後も大坂の陣にも参加し数々の功績を収めるが、その抑えがたい性癖によって12年間浪人生活を送ったという経歴を持つ。
その性癖とは、容姿端麗な者に斬られる事を至上の快楽とするもので、9歳の頃に叔母なお女によって偶然に傷つけられた事がきっかけとなる。以降、容姿端麗な者に傷つけられる事に快楽を見出すが、大坂の陣にて容姿端麗な者に斬られ、斬り殺したいという感情に目覚める。こうして、全身傷だらけの奇怪な容姿となる。
きぬとの再会によって、またしても抑えがたい性癖に襲われる。自身の忌まわしい性癖を嫌悪し、祈祷や禄を捨てて逐電する事も考えるが、最終的に彼ときぬを運命の御前試合に結び付けてしまう。
浪人時、尾張城下にて今川流受太刀の極意を授かる。だが、彼がこの剣技を使う時こそ、その忌まわしい性癖が発揮される時でもある。
磯田きぬ（いそだ きぬ）
第2試合「被虐の受太刀」のもう1人の主人公。女性ながらも薙刀を用いて試合に挑む。間左衛門と磯田家は親戚筋であり、間左衛門ときぬは従兄妹の関係である。幼少時にはとある事件前まで同じ屋根の下で過ごしていた。だが、13年ぶりに再会した間左衛門に夫の久乃進を乱心という理由で殺害された事をきっかけに仇討ちを決意。家老・三枝伊豆守に仇討ち願いを届け、御前試合にて間左衛門との決着を望む。
だが、それこそ間左衛門の思惑であり、夫・久乃進の仇討ちを望むきぬに斬られ、斬り殺したいという間左衛門の計略であった。
磯田久乃進（いそだ ひさのしん）
きぬの夫であり、磯田家の跡を継いだ者。甲府在勤中であるが駿河城中の弥之助・伝一郎の事件において、間左衛門の絶妙な剣技を見る事となる。その後、間左衛門ときぬが従兄妹である事と同じく武芸を志す者として間左衛門を家に招くなど親交を深める。だが、間左衛門の計略によって乱心者として殺害されてしまう。
市川弥之助（いちかわ やのすけ）
駿河大納言・徳川忠長の寵童で美少年。だが、常軌を逸した忠長は、弥之助に理不尽な理由で暴力を振るい彼を斬り捨てるように命じる。その際に間左衛門が名乗り出、真剣勝負での決着を申し込まれる。弥之助に斬られ、斬りたいと思った間左衛門の思惑であり、その真剣勝負にて間左衛門を何度も斬るが、間左衛門の今川流受太刀の極意によって殺される。
市川伝一郎（いちかわ でんいちろう）
弥之助の兄で、藩中切っての富田流の遣い手。間左衛門の提案によって、弥之助の決着後に間左衛門と真剣勝負するという約束をする。だが、弥之助の死後、素早く間左衛門に豪剣を浴びせようとするものの、間左衛門の受太刀による一刀で死亡。細腕の弥之助の決着が時間が掛かったに対し、藩中でも遣い手である伝一郎との一瞬の決着は周囲から疑問の的となる。しかし、誰も間左衛門の性癖に気付くものはいなかった。

### 峰打ち不殺
第3試合は、出場剣士・月岡雪之介に対して、同じく出場剣士・黒川小次郎が仇討ち試合を望むという内容であった。だが、出場剣士である雪之介は殺生を望まない温厚な人柄。対する小次郎も雪之介を恩人として尊敬している人物であった。この2人が第3試合に組み込まれたのは、刀を抜くと必ず人を殺めるという因果な運命を持つ雪之介が仇討ち試合を招いたものであった。そして、その彼が体得したという「不殺剣」に興味をもった家老・三枝伊豆守の計らいによって御前試合に組み込まれた。必殺の剣に対して不殺の剣がどのような結果となるかと周囲の思惑を他所に、両名の剣士は凄惨たる御前試合に結びつく。
月岡雪之介（つきおか ゆきのすけ）
第3試合「峰打ち不殺」の主人公。かつて、鍋島藩の藩士であったが、斬りかかってきた殿の寵童を誤って殺害、逐電時に追っ手2人を殺害してしまったという暗い過去を持つ。彼自身、非常に温厚な性格であり、人を殺める事を嫌っている。だが、彼が極めた剣術・戸田流浮舟は受太刀から攻め太刀に変わる必殺剣であり、無意識のうちに対手を一瞬にして屠ってしまう。逐電後は尾張名古屋の城下にて仕官、そこで三重と知り合い、恋仲となる。だが因果な運命は、三重の兄・黒川軍乃進と叔父・矢部六太夫を殺めてしまう結果を生み出す。三重の勧めによって、またしても逐電して飛騨の山里に逃れる。そこで対手を斬る寸前に刀を反転させ、峰打ちで斬るという技法「不殺剣」を編み出すに至る。その後は、星川生之助と改名し、駿府にて戸田流道場を設け、その見事な剣技によって評判を得ていた。しかし、もはや人を殺める事はないと思っていた彼に軍乃進の従弟・黒川小次郎から仇討ち状が届く。
黒川小次郎（くろかわ こじろう）
第3試合「峰打ち不殺」の対を成す主人公で無幻一刀流の遣い手。剣術には自信はあるものの、小禄の次男坊である事と整っていない容姿にコンプレックスを抱いている。それ故に従妹の三重に恋心を抱いていたが叶わなかった。ある日、従兄の軍乃進と叔父の矢部六太夫が雪之介によって殺された事実を知り、黒川家を継ぐと同時に雪之介に仇討ちを申し込む事となる。だが、小次郎は雪之介に対して深い恩義があり、同時に従兄や叔父よりも尊敬できる人物として見ていた。しかし、何よりも彼の三重への想いが剣術においても、運命においても彼を大きく狂わす事となる。
黒川軍乃進（くろかわ ぐんのしん）
雪之介の恋人である三重の兄。雪之介と同じく尾張城下の渋川道場の剣士だった。だが、雪之介とはそりが合わず、性格の相違、渋川道場の師範代の地位を巡っての争いによって溝が深まっていった。雪之介自身は渋川道場師範代に任じられた事も意に染まぬ結果であったが、軍乃進が雪之介とよりを戻す事はなかった。最終的に、酒の席において雪之介に云いがかりをつけて喧嘩沙汰を起こす。その時に雪之介と周囲の制止を無視して斬りかかるも、雪之介に返り討ちに遭ってしまう。軍乃進の死は、雪之介の無実と黒川家の家名を考慮した周囲の配慮によって病死として片付けられた。
矢部六太夫（やべ ろくだゆう）
雪之介に殺された軍乃進の叔父で田宮流居合いの名手。叔父といっても歳は軍乃進とあまり変わらない。軍乃進が病死でない事を聞きつけ、雪之介に何度も挑発する事で仇討ちの機会を狙うが、雪之介は全ての挑発に乗る事はなかった。だがある日、偶然にも祭りの帰路の際に雪之介と遭遇、人気の無い事を利用して雪之介に斬りかかるも、深酒によって剣先が狂った為に返り討ちとなる。
三重（みえ）
雪之介の恋人。しかし、兄の軍乃進、叔父の矢部六太夫を雪之介に殺害されてしまう。自らの死を望む雪之介に対して、追っ手が来る前に逃げる事を勧める。後に、六太夫の仇討ちをする事となった小次郎のいる江戸に赴く。そこで、雪之介と結ばれる事と小次郎を殺さないで欲しい事を手紙に記すが、この手紙を小次郎が見てしまった事によって彼の運命は大きく変わってしまう。
金沢一宇斎（かねざわ いちうさい）
小次郎の剣の師で、無幻一刀流の当主。かつて、柳生宗矩に一手指南を受けた事があり、その時に宗矩に自らの妻に執着する心の迷いを見抜かれる過去があった。宗矩の教訓以後は、一刀流に無幻の二つ文字を加え、府内無双の剣名を高めるに至る。小次郎の三重に対する心の迷いを見抜いたものの、小次郎がその迷いを捨てられたのは、試合直前に雪之介に宛てた三重の手紙を盗み見た時であった。
宗信（そうしん）
雪之介が飛騨の山里に逃れた際に出会った岳仙寺の僧。彼とのやり取りを通じて、不殺剣を編み出す事に成功する。雪之介に新たな生きる道を与える事となった人物。

### がま剣法
第4試合は駿河城槍術指南・笹原修三郎と浮浪人・屈木頑乃助の組み合わせであった。だが、この試合が果たして無事に行われるかは誰一人として分からなかった。というのも、頑乃助は駿河城下において名だたる剣士達を殺害したという凶漢。噂では富士の風穴に潜んでいると言われているが、定かではなかった。多くの者は修三郎の勝利を予想していたし、また願ってもいた。しかし、同時に頑乃助が勝利するのではないかという危惧の念を抱いていたのも事実だった。かつて駿府城下の舟木道場の下男であった頑乃助をここまで一躍有名人にしたのが、毎年5月5日に同道場にて行われる兜投げの武技と当主・一伝斎の娘である千加の婿選びであった。
屈木頑乃助（くつき がんのすけ）
第4試合「がま剣法」の主人公。元々は行き倒れの浪士の孤児であったが、一伝斎によって拾われて道場の下男となる。肥った体と短い足、蒼黒い顔に離れた両眼と潰れた鼻という醜悪な容姿の持ち主だが、剣術において天稟を持ち合わせてもいた。一伝斎の娘・千加に恋心を抱き、千加の部屋の床下に毎晩潜む事を日課としていた。千加を欲するあまり、千加の婿選びの意味合いを持つ兜投げの武技に参加するも、一伝斎の計略によって結果は失敗。その失意から、無断逐電して富士の風穴にて独自の剣技・がま剣法を習得する。その後、千加の夫・斎田宗乃助を闇討ち、更に再び行われた兜投げに参加、成し遂げると同時に今年の成功者であった倉川喜左衛門を周囲の面前にて殺害。その時、千加が自分を差し置いて結婚した時、その夫を必ず殺す事を宣言する。そして、その予告通りに新たに千加の夫となった藩士・笹原権八郎を屠った事で駿府城下を震撼させた。そんな中、頑乃助に寛永6年9月24日の御前試合にて決着を望む権八郎の従兄・笹原修三朗から果たし状が駿府城下に張り出される。
笹原修三朗（ささはら しゅうざぶろう）
駿河藩槍術指南であり、第4試合「がま剣法」のもう1人の主人公。齢30過ぎだが、鎌宝蔵院流中村派槍術の達人で長身白皙の美丈夫。愛槍「銀蛇号」を持って頑乃助に対して勝負を臨む。以前、千加の夫となった従弟・権八郎に槍術を教えたものの、槍を遣う事もできず権八郎は殺害されてしまう。それを聞きつけ、鉄砲組を引き連れて討ち取ろうとする者達を制止し、御前試合での決着の場を設けた。かつて、徳川忠長が久能山の家康廟を詣でた際、石段に一丈近くの大蛇が居座って通れない時があった。その時、槍を用いて大蛇の舌を突き刺して血を一滴も垂らさずに脇に退けた事がある。その一件後、修三朗の槍は「舌切り槍」と唱えられるようになる。
笹原権八郎（ささはら ごんぱちろう）
修三朗の従弟で駿河藩藩士。藩中でも一刀流の遣い手として知られていた。千加の2度目の婿選びとして行われた兜投げにおいて、兜を投げる役を務めていた。その際に頑乃助による倉川喜左衛門の殺害と逃亡を許した事に剣の道における自負心を傷つけられる。頑乃助の登場によって、人々は千加に近寄らなくなっていたが、千加を慰め、一伝斎を鼓舞していた唯一の人物。それがきっかけで千加は権八郎に再嫁する事となった。だが、権八郎は自らの剣技が頑乃助のがま剣法に通じるかと疑問を持ち、槍術の達人である従兄・修三朗を訪れる。そこで、がま剣法対策として槍術を学び、上達する。しかし、登城の日に頑乃助の襲撃を受け、槍持ちの若党・佐助を殺される。槍を用いられなくなった権八郎は剣術で応戦するも、がま剣法の前に斃れる事となる。
舟木一伝斎（ふなき いちでんさい）
駿府城下において、慶長以来の名人と言われた剣客。自らの道場を持ち、毎年5月5日に兜投げの武技を行っている。孤児であった頑乃助に剣術の天稟を見抜くなど剣客としての勘に優れている。寛永4年の兜投げにおいては頑乃助の参加を許可するも、頑乃助が成し遂げる事を恐れて斬り辛いように兜を投げた。寛永5年の兜投げでは検分役を務めていたが、突然の頑乃助の参加の際に自ら兜を文字通り地面に叩きつけるように投げた。だが、頑乃助はこの兜を見事に叩き割る事に成功してしまう。その後、千加の夫となった権八郎に道場を託し、死去。
千加（ちか）
舟木道場当主である一伝斎の一人娘で稀有な美貌の持ち主。一伝斎の跡継ぎとして、毎年5月5日の兜投げを便宜上の婿選びの儀式にした(もっとも、この兜投げの武技が婿選びである事は一伝斎自身は意思表示していない)。しかし、夫となった斎田宗乃助、候補であった倉川喜左衛門、更に権八郎を頑乃助によって殺された事で頑乃助を強く恐れるようになる。そうした中、修三朗は必ず亡夫の仇を討つ事を宣言、決戦の地である寛永6年9月24日の御前試合に招待される。
斎田宗乃助（さいだ そうのすけ）
藩士であり、舟木道場随一の実力者。前年の兜投げでは3寸5分まで兜を斬った腕前を持つ。寛永4年の兜投げでは唯一成功し、見事に千加と婚姻を結ぶ事に成功した。舟木道場の師範代として一伝斎の代わりに一切を受けていたが、年始回りの際に頑乃助の闇討ちによって殺害される。実力者である彼の死と、その死体が両足を切断、更に鼻を削がれた上に喉を突かれていたという事実は、周囲を慄然とさせた。
倉川喜左衛門（くらかわ きざえもん）
浪士だが、舟木道場では傑出した剣士。しかし、寛永4年の兜投げでは2寸斬り下げるのみで斎田宗乃助に破れる。更に寛永5年の兜投げでは成功するも、突如兜投げに参加してきた頑乃助によって周囲の面前にて斎田宗乃助と同じ手口で殺されてしまう。この出来事で、頑乃助が斎田宗乃助殺害の犯人である事が発覚、同時に頑乃助を恐れて千加に近づく者が激減した。
桑木十蔵（くわき じゅうぞう）
斎田宗乃助と同じく藩士であり、舟木道場の傑出した剣士の1人。しかし、寛永4年の兜投げでは兜を傷つけただけで失敗してしまう。

### 相打つ「獅子反敵」
凄惨たる御前試合も午前の部最後である第五試合を迎えた。しかし、出場剣士である2人の姿が全く姿を現さない。この試合自体が、2人の望む形で組み込まれたものである以上、何か不慮の事故があったとも考えられた。だが、午後の部である出場剣士もいない以上、代わりの試合を執り行う事も出来ない。忠長の顔が険しくなる中、城の者達は早急に出場剣士を捜索すると、既に場外にて死闘が始まっていた。両者とも刀を構え、その身体には幾つもの傷跡を残していた。結果的に両者はそのまま試合場に乱入、このまま試合を執り行う事となった。この両者、元は同じ道場の門弟であり、竹馬の友であった。その2人が試合前から争う事となったのは青年時に生まれた僅かな溝からの宿縁であった。
鶴岡順之助（つるおか じゅんのすけ）
午前最後の部である第5試合「相打つ「獅子反敵」」の主人公。藩の一刀流師範・日向半兵衛正久の下で剣術を学んでおり、その実力から竜虎の異名を持つと同時に一刀流秘剣・獅子反敵の遣い手でもある。冷静で地味な性格であり、剛乃進とは対照的な人柄。17歳の頃、据物斬りにて剛乃進が両断に失敗したが、順之助は両断に成功する。しかし、この時口にした何気ない一言が剛乃進の自尊心を大きく傷つけることとなる。以後、剛乃進の仲は険悪なものとなり、それは周囲の目からも明らかなものとなった。しかし、順之助自身は応対を柔らかくする等、善処するものの、その溝は埋まる事はなかった。そうした中、遂に剛乃進と私闘寸前にまで至ってしまう。状況を重く見た藩上層部は、両名の同意の下で御前試合にて決着をつけさせる事とした。御前試合当日、順之助は銘刀を借りる事とするが、そのせいで若干到着の時間に遅れてしまう。試合に間に合わせる為に城門にて支度をする事にしていたが、偶然にも同じく遅れた剛乃進と遭遇。待ち伏せによる奇襲と勘違いした剛乃進は、順之助に刃を向けた。こうして、試合前から死闘を行わざるを得ない状況に陥る。
深田剛乃進（ふかだ ごうのしん）
第5試合「相打つ「獅子反敵」」のもう1人の主人公。順之助と同じく藩の一刀流師範・日向半兵衛正久の道場の竜虎の1人で一刀流秘剣・獅子反敵の遣い手。順之助と対照的で喜怒哀楽が激しい活発な性格。17歳の頃、順之助の何気ない一言によって彼に敵意を持つようになる。その後も、事ある毎に順之助の行動1つ1つを疎ましく感じるようになる。妻、酒茶屋、城内で起きた飯村九朗衛門の事件、これらの出来事全てに関わる順之助の行動全てが癪に障っていた。実際は剛乃進による誤解が多いのだが、既に冷静に考えられる状態ではなかった。ついに、その限界を超えてしまい、順之助に果し合いを申し込む。だが、藩庁は私闘を禁止、両者の脱藩を嫌った藩上層部は御前試合に両者を組み込む事にした。御前試合当日、順之助の妻・かずに出くわし、試合を止める様に嘆願されるがそれを無視する。かずは順之助と剛乃進の妻・加登に起きた出来事を誤解であると言いに来ただけであったが、剛乃進はそれを闘志を挫く為の順之助の策謀と深読みしてしまう。不運にも城門で、同じく遅れて来た順之助を見るなり、順之助が奇襲を目論んでいたと勘違いし先に斬りかかる。もはや、順之助を斬る以外考えられなくなってしまう。
かず
山岡家の娘で順之助の妻となった人物。以前、父の死後に剛乃進はかずとの結婚を考えるが、順之助の方が先に婚約していた為に、それは叶わなかった。剛乃進自身はかずを想っていた訳でなかったが、順之助もかずとの婚約を望み、結納を交わしてしまう。偶然、同じ女を婚約の対象にしたと考えられなかった剛乃進は、順之助が横取りしたという、ねじれた考えを持ってしまう。
加登（かと）
剛乃進がかずと順之助との婚約に対抗して婚約した相手。しかし、意地ずくで結婚した為に結婚後も上手く行く事はなかった。寛永6年4月5日の浅間神社での祭にて山車に押されて倒れかけた所を順之助に助けてもらう。だが、またしても偶然、剛乃進に出くわし、不義者として勘違いされてしまう。この一件で、剛乃進と順之助は寛永6年9月24日の御前試合にて果し合いをする事になってしまった。
千代（ちよ）
酒茶屋「しみず」で働く16歳の可憐な娘。家庭が上手くいっていなかった剛乃進はこの店に何度も通っていた。剛乃進は千代を何度も執拗に口説いていたが、偶然にも傍に居合わせた順之助の機転によって制止されてしまう。後に、剛乃進は順之助が千代をものにしたと聞く。実際は千代が順之助に酌をしていただけであり、剛乃進に伝えた者の誇張であった。だが剛乃進は、順之助が自分のものを横取りすると考え、憎悪を抱く一因となる。
飯村九朗衛門（いいむら くろうえもん）
寛永5年の春、宿老・鳥居土佐守に宛てた紹介状を持参して駿河大納言・徳川忠長に仕官を望んだ浪士。齢50に近いが、体躯抜群、鬚面に刀傷の偉丈夫。忠長の前での立合いの際、名を飯尾十兵衛、大坂の陣にて長曾我部盛親に従った武士として身分を偽っていた。しかし、その正体は切支丹(キリシタン)大名・明石全登に付き従っていた武士であった。自身も信徒であったが、偶然にも審判役の笹原修三郎によって正体を見破られてしまう。城の者達相手に奮戦し、剛乃進とも互角以上の勝負を繰り広げた。だが、騒ぎを聞きつけた順之助の剣によって破れる。この一件を剛乃進は順之助が手柄を狙い、疲労した所でとどめを刺したと誤った考え方をしてしまう。

### 風車十字打ち
ある日、江戸の土井大炊頭利勝は駿河大納言・徳川忠長を擁して家光を除こうとするという密書を有力大名達に送った。しかし、どの大名もこの謀反に加担しようとせず、密書を老中・酒井雅楽頭忠世に送り返した。実はこの密書、利勝と忠世が大名の動向を探る為の策であった。しかし、それから数日後、またしても大名から密書が届けられた。それは先の密書と同じ内容であったが、その署名には忠長の家老・朝倉筑後宣正と記されていた。駿河大納言・徳川忠長が実兄の家光に不満を持っている事は明確であった。この密書には忠長の謀反、そしてそれに加担する大名を匂わせるものがあった。
半年前、駿河藩に召抱えられた津上国乃介。実は国乃介は利勝から遣わされた忍びであり、謀反に加担する大名を探る為に潜入していた。折りしも奥祐筆・児島宗蔵もまた忍びである事を知った国乃介だったが、双方を忍びとして怪しんでいた藩上層部は国乃介と宗蔵を午後の部最初の第6試合に組み入れ、探りを入れようとしていた。
津上国乃介（つがみ くにのすけ）
第6試合「風車十字打ち」の主人公。舟木道場に草鞋を脱いでいた浪人であり、舟木一伝斎から中々の剣の腕と言われていた。国乃介曰く、一刀流と独自の剣技を習得しているらしい。半年前に城下で暴れている侍を一瞬の抜き打ちにて屠った事で駿河藩に召抱えられる。だが、その正体は土井大炊頭利勝から遣わされた忍びであり、藩の動向と謀反に加担する大名を探る為に潜入していた。ある日、主は違えど奥祐筆・児島宗蔵も忍びである事を知るが、その宗蔵から頼まれ事をされる。それは宗蔵が駿河藩の隠し隠密・あいを殺害した為、その偽装工作の依頼だった。そしてもう1つ、国乃介の隣に住む鹿島甚左衛門の娘・ふさと宗蔵の婚約を取り次いで欲しいという内容であった。しかし、国乃介はそれを固辞。国乃介はふさに対して恋心を抱いていたと同時に、それを非情な仕事に利用する宗蔵を許せなかった。だがあくる日、宗蔵から告げられた内容は国乃介を驚かせるものであった。それは宗蔵が、匿名で藩上層部に隠し隠密・あい殺害の犯人を国乃介であると告げたと同時に、宗蔵と国乃介を御前試合に藩上層部が組み込んだという内容であった。身の危険を感じた国乃介は主の下へ戻る事も考えるが、武士としての意地、そして何よりも宗蔵にふさが弄ばれる事を許せず、御前試合にて宗蔵を討つ決意をする。江戸の忍びの中でも風車手裏剣に絶妙の腕を持ち、風車十字打ちという妙技を会得している。
児島宗蔵（こじま そうぞう）
第6試合「風車十字打ち」で国乃介の対となる主人公。国乃介よりもさらに半年前に祐筆として召抱えられた。ある日、仲間内の口論で私闘沙汰になった時、素早い身のこなしで戦意を削いだ事がある。また、浅間社では忠長によって簪を木に投げられた侍女・あいがそれを取りに登った際、猿に襲われる事があった。その時、宗蔵は木から落ちるあいを受け止めると同時に猿の眉間に簪を突き刺すという早業を行った。無論、奥祐筆とは仮の姿であり、宗蔵が忍びであるが故に成し得た技であったが、これらの事件が藩中から怪しまれる一因となる。その後、自らを愛するようになったあいを利用して情報を探っていた。だが、そのあいが駿府側の隠し隠密と知り、自らの素性を露見する事を恐れて殺害。そこで、自らの犯行に結びつけ得る致命的な証拠を残してしまう事となる。その後、国乃介に偽造工作と鹿島甚左衛門の娘・ふさとの婚約を依頼するも固辞されてしまう。そこで、宗蔵は藩上層部にあい殺害の犯人は国乃介であると洩らす事で藩中を困惑させる事にした。これがきっかけで、忍び狩りを目論む藩上層部によって国乃介と御前試合にて立ち合いをする事になった。
あい
駿河大納言・徳川忠長の侍女であり、浅間社で宗蔵に救われた事によって宗蔵に恋心を抱く。その正体は駿河藩の隠し隠密であり、忍びを探る役目を持っていた。宗蔵を愛していたものの、彼が忍びでないかという大きな疑問を抱いていた。その疑問から宗蔵を探ろうとするが、逆に宗蔵に殺害されてしまう。宗蔵はあいを利用していたに過ぎなかった。死ぬ寸前、あいは自らの血で「こ」の字を残して果てる。この字が児島宗蔵の「こ」の字に結びついてしまう。
ふさ
鹿島甚左衛門の娘で、国乃介の隣に住む。奥向きで利発者と評判の娘。あいの事件以降、宗蔵はふさを利用して情報収集を行うべく、国乃介に婚約の取次ぎを依頼するが固辞される。後に宗蔵自ら婚約を願い出るが、ふさ自身は国乃介に恋心を抱いていた。宗蔵は、国乃介とふさが2人きりの際、小柄の投擲で国乃介暗殺を目論むが、失敗。逆に国乃介の手裏剣術・風車十字打ちにて迎撃された。この一件で、国乃介はふさの為に駿河藩の罠であると知りながらも御前試合に出場する事を決意する。
朝倉筑後宣正（あさくら ちくごのかみ のぶまさ）
駿河大納言・徳川忠長の家老。常軌を逸脱した忠長と幕府側の対応を重く見て、家光を廃する謀反を目論む。その為に、腕のある浪人者達を多く登用、諸大名との結び付き、軍資金から大量の鉄砲を保有する等、着々と準備を進めていた。しかし、その為の最後の鍵である外様大名を懐柔するための密書を送るが、賛同者を得られず躍起になっていた。また、それと同時に幕府側の隠密狩りも進めており、国乃介と宗蔵の御前試合組み込みを家老・三枝伊豆守に告げた。そして、試合場裏に不測の事態の為という理由で鉄砲頭・剣持治助と鉄砲組を配置する。
栗山大膳（くりやま だいぜん）
有力大名である黒田家家老で江戸に赴くついでに駿府城を訪れる。忠長の家老・朝倉筑後宣正とは古くからの知り合いで、黒田の栗山か、栗山の黒田かと云われる程の剛腹な人物。忠長を擁して謀反を目論む朝倉筑後宣正に協力を持ちかけられる。だが、その実は幕府側にも通じており、この謀反の動向を探っている人物でもある。
剣持治助（けんもち じすけ）
駿河藩の鉄砲頭を務める人物。背が低く、円顔の頬に黒子と2本の毛が生えている風貌の持ち主。本人曰く、福毛であるらしい。寛永6年9月24日の御前試合では試合裏にて不測の事態の為に鉄砲組と共に待機していた。その不測の事態とは、第4試合出場者である凶漢・屈木頑乃助と第6試合にて隠密と疑わしき国乃介と宗蔵を射殺する事である。実は栗山大膳が遣わした忍びであり、外様大名達が改易、取り潰しの憂き目を見る中で、黒田家は治助の情報によって事なきを得た。
土井大炊頭利勝（どい おおいのかみ としかつ）
江戸幕府の老中で家光を補佐する切れ者。有力大名の動向を探るべく、駿河大納言・徳川忠長を擁して家光を除こうとするという偽の密書を有力大名達に送った。しかし、後に本物の密書が届けられると忠長の謀反、そしてそれに加担する大名を探るべく隠密を駿府城に送り込んだ。国乃介もまた利勝から遣わされた忍びの1人であった。
酒井雅楽頭忠世（さかい うたのかみ ただよ）
土井大炊頭利勝と同じく家光を補佐する人物。利勝の有力大名の動向を探る策に乗る気ではなく、大した効果を出さないと考えていた。しかし、忠長の家老・朝倉筑後宣正が記した本物の密書が手元に届けられた事で事態を重く見る。

### 飛竜剣敗れたり
二刀流剣士として名を馳せた宮本武蔵。しかし、寛永の初めには未来知新流なる二刀流の流派が存在しており、武蔵の流派・円明流とは全く別の流儀として隆盛していた。しかし、この流派は開祖・黒江剛太郎の討死によって急速に廃れていく事となる。その討死の場が、寛永6年9月24日での御前試合だった。剛太郎自身は周囲に必勝を豪語しており、殆どの者が剛太郎の勝利を予測していた。だが、剛太郎と共に興った未来知新流は、剛太郎の死と共に滅びる運命を辿った。
黒江剛太郎（くろえ ごうたろう）
第七試合「飛竜剣敗れたり」の主人公。総髪を肩に垂らし、青白い肌、切れ長の目に高い鼻とこけ落ちた頬といった、飢えた狼のような容姿の持ち主。かつて、赤江剛蔵という名で、寛永2年春に加賀藩大番頭・村岡半左衛門の計らいによって50石で召抱えられる。剛太郎は知新流という流派の卓越した剣士であり、その他に槍術、松村流手裏剣術も使いこなす程の遣い手であった。しかし、その腕以上に彼の内に潜む傲慢な性格と女性を巡っての問題は周囲に悟られていないものの、過去に仕えていた西国の藩にて女性絡みの大きな問題を起こして逐電した程である。仕官の面接の時、加賀藩武芸師範である石黒武太夫に剛太郎の流派に対する冷笑を受けて、いつかは武芸師範の座を奪おうと企む。だが、武太夫の実力の高さを見せ付けられてしまう。
片岡京之介（かたおか きょうのすけ）
二階堂流の剣士。駿河藩で書院番を務める。かつて宮本武蔵が対決を避けた二階堂流を習得していたがため、己の二刀流を宮本武蔵以上と自負する黒江剛太郎と御前試合で対決する仕儀となる。「垂れ糸の構え」と呼ばれる奥義を修める。
石黒武太夫
加賀藩の武芸師範。丹石流の使い手。武芸の腕は優れているが、傲慢な性格から村岡半左衛門からは疎んじられている。
村岡半左衛門
加賀藩の大番頭。当時「赤江剛蔵」と名乗っていた黒江剛太郎を斡旋し、加賀藩に召抱えさせる。
村岡安之助
村岡半左衛門の伜。藩内の若手の中では有数の使い手。
珠江
普請奉行・佐倉次郎太の娘。美しい娘で、強い男性に心惹かれる性状を持つ。

### 疾風陣幕突き
第8試合は、他の試合とは違った趣向であった。それは、「陣幕突き」の実演を兼ねた試合であった。この陣幕突き、元々は戦国の世で敵方の大将を陣幕越しに的確に突き仕留めるために編み出された秘術であり、極めた者は心眼により陣幕の向こうも手に取るように見通せるという。太平の世では習得する者は皆無といってもよかったが、近年、駿河藩に仕官した進藤武左衛門はこの秘術を会得しているという。彼はその心眼を用い、忠長の閨房から逃げようとした娘・千加を襖越しに突き殺し、その復讐を試みた恋人・佐伯修次郎も謀殺する。しかし修次郎の友人である小村源之助は、武左衛門の陣幕突きに不信を持つ。武左衛門は実は幕府の刺客であり、忠長を暗殺しようとしたことを取り繕うために心眼を騙っているだけではあるまいか。主君の安全を守るため、そして亡き友の仇を打つため。源之助は、必ず先手を取られることになる、絶対的に不利な闘いへと挑む。
小村源之助（こむら げんのすけ）
駿河藩士。判官流疾風剣の使い手。かつて、大神流杖術の名人を名乗る神野右馬允を打ち破り、藩内でも名が通っている。
進藤武左衛門（しんどう たけざえもん）
神道流槍術の使い手。大胆不敵な振る舞いで忠長に気に入られ、一連の咎を逃れる。
佐伯修次郎（さえき しゅうじろう）
源之助の同僚であり友人。田宮流抜刀術の使い手。恋人・千加が忠長の夜伽を命じられてしまい、心中を決意する。
千加
佐伯の恋人。忠長の夜伽に召されるが、佐伯と心中するために閨房から逃げ出し、彼の待つ部屋へ飛び込もうとするが･･････

### 身替り試合
第9試合は、これまでの試合と違って甲冑で身を固めた上での騎馬戦であった。これは、実戦経験のある老藩士・芝山半兵衛が、経験の無い若い藩士・栗田彦太郎を挑発した事から始まった。だが、試合当日、出場者の2人ともが入れ替わり、別々の者同士が参加していた。そして、この試合後に語られる事のない、もう2つの死闘が繰り広げられた。何故、1度ならず、2度、3度と死闘が繰り広げられたのか。
芝山新蔵は、栗田二郎太夫の娘、きよと恋仲であり、嫁にと申し出たが、新蔵の父である芝山半兵衛と付き合いが長く、気難しいこと知っている二郎太夫は、この申し出を断った。これに腹を立てた芝山半兵衛は栗田彦太郎を挑発。売り言葉に買い言葉で、御前試合にて甲冑を身に着けた実戦形式で試合を行うことになった。
芝山の家では、普段は腰が痛いなど言っている老人である半兵衛を心配し、一方の栗田の家でも半兵衛の武術の腕前は確かであり、彦太郎では勝てないと心配をしていた。試合の前日も稽古を行っていた半兵衛は持病の神経痛を起こし、試合当日の朝になっても起き上がることさえできない。そこで、新蔵が父に成りすまして試合に出ることにした。一方の栗田の家では、彦太郎を縛り上げ、二郎太夫が代わりに試合場へと向かった。
鎧兜に頬当てまで付ける試合だったため、互いに入れ替わったことが判らず、違和感を覚えながらも戦った。試合は経験に勝る二郎太夫が新蔵の喉を槍で貫いて決着となった。
試合後、二郎太夫の槍について血を見て、半兵衛が殺されたと思ったきよは、新蔵に謝るべく芝山家に走る。彦太郎もきよを追って芝山家へ走った。芝山家では新蔵の死体を目の当たりにした半兵衛が怒り狂い、神経痛も忘れ槍を手に飛び出す。そこで目にした彦太郎を一突きに命を奪った。
その夜、お互いの事情を知った老人2人は鎧兜に身を固め壮絶な戦いの末、双方絶命した。
芝山半兵衛
芝山新蔵の父。職務は現役であり、家督は譲っていない。合戦では手柄が自分より少なかった栗田彦太郎が自分より出世しているのを快く思ってはいない。
栗田彦太郎
芝山新蔵
栗田二郎太夫
栗田彦太郎の父。息子の彦太郎に家督を譲っており、隠居の身。
きよ
栗田二郎太夫の娘。芝山新蔵とは好き合っている。

### 破幻の秘太刀
第10試合、それは新当流剣士である藩士・成瀬大四郎と藩士・笹島志摩介であった。この大四郎、藩中でも「石切り大四郎」という異名を持つ凄腕の剣士だった。だが、大四郎には人に知られぬ2つの悩みがあった。1つは、彼は1度しか石を切った事がなく、以後成功した例がなかった事。そして、もう1つは美貌の妻・絹江が不誠実な女であり、不義密通が日常茶飯事だった事。一方、志摩介は大四郎にその高い剣術を推薦されて仕官した人物で、美形な顔立ちに、数々の秘剣を体得している志摩介であるが、実はこの秘剣1つ1つには忌むべきものが隠されていた。
笹島志摩介
成瀬大四郎

### 無惨卜伝流
既に多くの死者と血を出した御前試合。その最後を飾るのが、かの剣聖・塚原卜伝が興した新当流並びにその諸派代表者同士の試合だった。だが、この試合の経緯には多くの剣士達が悩み苦しみ、そして無残に斃れていった。このような事態に落ちいった理由は、一羽流代表剣士・水谷八弥の非道な謀略と、卜伝の血を引き、さらに一瞬で男を虜にする程の美貌を持つ阿由女にあった。
卜部晴家は毎年一門を集めて鹿島神宮境内にて野外試合大会を開催していたが、その年の優勝者には駿府への出仕推薦がなされた。また、阿由女を娶って卜伝流正統を継ぐという栄誉が与えられる可能性が高かった。今年の参加者に一羽流の水谷八弥が参加したが、八弥もまた阿由女に惚れ、物にせんと策謀をめぐらせ有力者3人を試合前に謀殺した。更には、3人の殺したのが卜部晴家の疑いがあると唆し、卜部新太郎を江戸へと出奔させ、優勝者に納まる。しかし、阿由女は新太郎と好き合っており、八弥を振ると江戸へ新太郎を探しに向かう。阿由女を追って八弥も江戸へ。阿由女が身を寄せた江戸の新当流道場で双竜と称される2人も阿由女に惚れたが。八弥は、そこを突いき、また鹿島での謀殺を新太郎によるものと謀って、新太郎を闇討ちすることを双竜の2人に唆した。しかし、新太郎はこれを返り討ちにし、八弥へ駿府での再会を言い残して江戸を立つ。御前試合で、決着をつけることになった八弥と新太郎だが、試合前に新太郎は八弥に斬られてしまう。
ところが、試合には、新太郎の代わりに父の卜部晴家が出場することになった。晴家は、捨て身の一撃で八弥の腕に深手を負わせたものの、額を割られ死亡。しかし、勝利を収めた八弥の脇腹に、阿由女が短刀を深々と突き刺す。薄れゆく意識の中、八弥は阿由女の身体を斬った。
卜伝流の剣士たちは、ここにそのことごとくが斃れた。
卜部新太郎
卜部晴家の息子。
水谷八弥
一羽流の使い手で整った容貌の涼し気な青年だが、目的のためには手段を選ばない。
阿由女
塚原卜伝の直系にあたる美貌と男をひきつける魅力をあわせもつ絶世の美女。
卜部晴家
塚原卜伝の甥。80歳の高齢で、卜伝流の長者。

### 剣士凡て斃る
試合場に敷きつめられた白砂は血の海と化し、あたりには死臭が漂った御前試合。凄惨たるも、数名の生き残りを出して終わった。だが、その生き残りも因果な運命に翻弄される。御前試合の出場剣士達に穏やかな終わりは無かった。
試合を生き延びた藤木源之助、小村源之助の両名は密かに磯田きぬに思いを寄せていた。徳川忠長もきぬを夜伽にと欲し、これを畏れて、藤木、小村の両名はきぬを連れて城下を逃げ出す。
逃げた3人の追手には、片岡京之介と笹原修三朗が加わった。小村は片岡と、藤木は笹原と闘いそれぞれ相討ちになる。
捕えられたきぬは、忠長の夜伽を命ぜられるが、きぬは懐剣で胸を突き自害する。
車大膳
御前試合が全て終わった後に乱入してきた謎の剣士。月岡雪之介と対戦し、月岡を惨殺。逃亡したところを追った小村源之助に深手を負わせたとされる。
南條範夫の別作品『武魂絵巻』の登場人物であり、「剣士凡て斃る」で数行で書かれたこの出来事も詳細に記されている。

## 作中の用語
無明逆流れ
- 流れ星
岩本虎眼の秘剣。対手の首を狙って、流星の走る如く横に薙ぎ払う一刀必殺の魔剣。
- 飛燕切返し
牛股権左衛門の得意技。打ち合う相手の隙を見て、手許に迅速に飛び込み、全身で相手を押しまくり、必死にこらえる敵の反抗を弾力に利用して背後に飛び退る瞬間、相手の右手を打ち据える。
- 無明逆流れ
盲目となった伊良子が編み出した、恐るべき魔剣。刃のほうを対手の方に向けた剣を大地に突きたてた「盲人が杖をついているが如き」構えから、剣を垂直にはね上げて敵を切り裂く。大地に突き立てた刃の、土を蹴る力に乗って切り上げることで、横一文字に斬る「流れ星」の速度・殺傷力を凌駕する。見えない眼で対象を斬るため、いくに命じて自分に向かって物を投げさせ、「逆流れ」で斬る練習を繰り返し、遂には剣の軌道上に入った瞬間、下から切り上げられるまでになった。抵抗力の弱い軟らかい地面の上では威力を減じるという欠点があったが、牛股との対決で右足を負傷した後は、不自由となった右足の指で刀身を挟むことによって「逆流れ」の弱点を克服している。
- 飛猿横流れ
藤木が編み出した秘術。全身を対手の左肩にぶつける如く、飛び込みざま横に薙ぎ払う。剣気が動いたと見えた瞬間には、既に全身が斜右に飛んでいるという早業。

被虐の受太刀
- 今川流受太刀（いまがわりゅううけだち）
座波間左衛門が浪人中に尾張城下で師・今川越前から授かった極意。受太刀を中心とした剣術である事から広く伝わらなかったものの、対手の攻撃を全て受けの一点で耐え、対手の疲労から生ずる隙に乗じて返しのとどめを刺す技。間左衛門は普段は幼少時から学んだ天道流を用いるが、容姿端麗な対手にのみこの剣技を用いる。その時、対手の攻撃を完全に受け止めないで我が身を斬らせる。そして、十分に斬られた後、対手の疲労に乗じてとどめを刺す事で快楽を見出していた。

峰打ち不殺
- 峰打ち不殺剣（みねうちふさつけん）
殺生を嫌った月岡雪之助が飛騨の山里にて編み出した剣技。対手を斬る瞬間に刀を反転、峰打ちを行う。体得後、雪之助は無意識のうちにこの剣技を用いる事が出来るほどに至る。駿府城下にてこの剣技が評判となり、駿河大納言・徳川忠長の御前にて真剣勝負をするが、対手の剣士全員をこの技で昏倒させた事もあった。
- 戸田流浮舟（とだりゅううきぶね）
月岡雪之助が会得している極意で対手に対する受太刀が同時に斬る太刀に変わる剣技。雪之助はこの剣技を無意識のうちに繰り出すほどの遣い手。この必殺の剣技故に雪之助は5人の対手を已む無く殺害してしまう。

がま剣法
- がま剣法（がまけんぽう）
屈木頑乃助が富士の風穴にて独自に編み出した剣術。蛙の如く身体を低く構える事で、対手の斬り下ろす刃の無効化と同時に対手の無防備に近い下半身を狙う。一伝斎の計略によって失敗した兜投げから閃いたものであり、そこから重心の概念と振り下ろす刀の間合いが下になるにつれて弱体化する事を証明する事となった。
- 兜投げ（かぶとなげ）
舟木道場にて毎年5月5日に行われる特殊な武技。安置された兜を割るのではなく、対手の横から投げられた兜を空中で斬り下げるもの。兜を割る事自体が困難な上に、空中で斬る為には非凡の剣力と早業を必要とする。斎田宗乃助、倉川喜左衛門はこれを成し遂げるも、両名とも頑乃助に殺害されてしまう。なお頑乃助も寛永5年の兜投げで地面に叩きつけられた兜を接地する寸前に両断に成功している。

相打つ「獅子反敵」
- 獅子反敵（ししはんてき）
鶴岡順之助、深田剛乃進の両名が用いる一刀流の秘剣。刀を背負うように構え、対手の剣に打ち下ろす瞬間に対手の懐に飛び込む剣技。何よりも、俊敏の早業と剛毅の胆力を必要とする技であり、互角の者がこの技を用いれば双方とも致命傷を負う。

風車十字打ち
- 風車十字打ち（かざぐるまじゅうじうち）
津上国乃介が会得している手裏剣術。風車型手裏剣を対手の右、左肩と右、左腰に各々6枚ずつ隙間無く打ち込む妙技。国乃介の暗殺を目論んだ児島宗蔵がこの技にて迎撃され、改めて国乃介の実力を知ることとなった。

- 風車打ち
平田弘史による漫画化では、アレンジが加えられ、大刀を風車のように回転するように投げて、斬撃を繰り出す技となっている。
- 風車十字打ち
上記の平田版においては、相手の風車打ちを刀で防ぎ、両手で2つの刀が十字になるように風車打ちを放つ技になっている。

飛竜剣敗れたり
- 極意飛竜剣
加賀藩武芸師範・石黒武太夫を二人掛で闇討ちした際の戦法から着想を得た技。右手に太刀を構え左手に高くかざした脇差で小さく円を描きながら前進し、脇差を対手の胸元に投げつける。その鋭い投撃で相手を仕留められずとも、対手がそれをかわす、または打ち落とすために全力を注いだ隙に、相手の懐に飛び込み斬り下げる。
- 丹石流逆袈裟
最初の一刀で左脇腹から右肩にかけて逆袈裟に斬り上げて対手を斜めに両断し、続く一刀で墜ちかかる相手の上半身から首を斬り飛ばす剛剣。
- 垂れ糸の構え
二階堂流の平井進兵衛が編み出した秘術。相手の剣が動いた瞬間、その刃先の落ちる箇所を見極め、必要最小限の動きで避けるその動作を、瞬き以上の速さで行う。垂れた蜘蛛の糸のごとく、ほとんど手応えの無い柔軟な姿勢で避け、相手が疲労した時に、旋風のように踏み込み、一刀で相手を仕留めることを極意とする。

疾風陣幕突き
- 神道流陣幕突き（しんとうりゅうじんまくづき）
合戦において、陣幕の中にいる敵将を外から槍で突くための秘術。この術には、ある程度の透視術も含まれていたと思われており、中には心眼を持つと豪語し、陣幕の向こうの花の色まで見分けた上で刺し通す者もいた。
- 判官流疾風剣
軽捷俊敏の太刀捌きを特色とする判官流の秘法十条の1つ。相手の四周を疾風の如き速度で旋回して打ち込む早業が特色。